# Nesil Caliskan
Nesil Caliskan, née en 1988 ou en 1989, est une personnalité politique britannique.

## Biographie
Nesil Caliskan naît dans une famille d'origine chypriote turque et grandit à Enfield, à Londres. En 2010, elle obtient un bachelor's degree en politique et relations internationales à l'université de Reading et un master en politique et communication à la London School of Economics en 2012.
En 2024, elle est élue députée.